# Нарва (култура)
Вижте пояснителната страница за други значения на Нарва.
Нарва е древна археологическа култура, съществувала между 7 и 5 хилядолетие пр.н.е. на територията на Естония, Латвия, Литва, Калининградска област и части от Полша и Русия. Името на културата идва от мястото, където са намерени нейните останки, а именно на река Нарва. Жилищните постройки са тип полуземлянка, разположеня в близост до вода. Поминъкът е лов, риболов, плодосъбирателство и наченки на земеделие. Оръдията на труда включват предмети от кости и рога, по-рядко камъни и кремъчни пособия.

## Обхват
| Дата (г. пр.н.е.)                   | Период                                   | Находище                       |
| ----------------------------------- | ---------------------------------------- | ------------------------------ |
| 6535±60                             | Ранен неолит                             | Звидже (Zvidze), Латвия        |
| 6210±80                             | Ранен неолит                             | Звидже (Zvidze), Латвия        |
| 4750±60                             | Ранен среден неолит                      | Звидже (Zvidze), Латвия        |
| 5110±110                            | Късен ранен неолит / Ранен среден неолит | Швентой (Šventoji), Литва      |
| 4730±100                            | Късен ранен неолит / Ранен среден неолит | Швентой (Šventoji), Литва      |
| 5510±60                             | Ранен неолит                             | Земайтиска (Žemaitėška), Литва |
| 4760±80                             | Ранен неолит                             | Кеепа (Kääpa), Естония         |
| * Адаптирано от Rimantiene, R. 1992 |                                          |                                |

Територията, на която се развива културата Нарва, се разпростира около източното крайбрежие на Балтийско море. За южна граница се счита долното течение на река Неман, а за северна – бреговете на Ладожкото езеро. На изток културата Нарва достига до Псковска област, Русия и северните части на Беларус. Намерени са и предмети от тази култура и на места извън тази територия, но това са предимно малки региони. Проучени са археологически паметници около Нарва, откъдето идва и името на културата, както и около Кеепа (Kääpa), Акали (Akali) в Естония; Оса (Osa), Звейсала (Zvejsala) Звидже (Zvidze) в Латвия; Швентой (Šventoji) и Кретуонас (Kretuonas) в Литва, както и редица други. На юг от територията, населявана от културата Нарва, се разполага сходна култура – Неман, развиваща се в сходен период, поради което южната граница не може точно да се определи.
Времевият обхват на културата Нарва се изчислява на около 1900 години, между 6500 и 4600 г. пр.н.е. с преходен период от около 200 г. до 4400 г. пр.н.е., когато по същите земи се появява Културата на шнуровата керамика. Датирането е възможно поради отличното състояние на дървени предмети, принадлежали на Нарва, чрез използването на радиовъглероден анализ. По време на преходния период (4600 – 4400 г. пр.н.е.) има известно застъпване с Културата на шнуровата керамика, която постепенно измества културата Нарва.

## Проучвания
Културата Нарва се възприема от археолозите за самостоятелна култура през 70-те години на 20 век. Първите археологически паметници са открити преди Втората световна война, но за дълъг период находките се резглеждат като принадлежащи на други култури.

## Археологически находки

### Предмети от кост и камък
Намерени са редица предмети, част от които са продължение на традициите на предходни култури – например културата Кунда, но голяма част са нови видове предмети, характерни за културата Нарва. Особеностите, типични за Нарва, са триъгълни или елипсовидни върхове на копия, двойноконични върхове на стрели, харпуни с единични или няколко зъбци, ножове от кости на животни, рибарски куки, като и предмети като шила, игли, мотики, брадви с дупки за дръжки.
Ранният неолит за културата Нарва се характеризира с малки каменни предмети, като стъргала и резци, които през средния неолит стават все по-популярни. Кремък и кремъчни пособия, като върхове на копия и стрели, както и ножове, идват от областта от Неман, където се разполага сходна култура живяла по същото време – културата Неман. За разлика от кремъка, пособия направени от шисти, се появяват по-рано в културата Нарва, в сравнения със сходната култура Немен. Понякога в пограничните райони има контаминация от двете култури.

### Керамика
Керамичните съдове, характерни за културата Нарва, претърпяват развитие през хилядолетията. Характерните форми на съдовете са с широко гърло и заострено дъно, относително бедно декорирани. В по-ранните варианти съдовете са с прави стени, като постепенно тенденцията е към заобляне и дори S-образни извивки на стените. Ръбът на съдовете е заоблен.

## Селища
Селищата, характерни за културата Нарва, се разполагат най-често по бреговете на езера и реки, на места, където има оформен торф. Устройството на селището включва няколко постройки с различна форма. Най-често жилищните постройки се изграждат във формата на четириъгълник или овал, много по-рядко са с кръгла форма. Типът на жилищата е полуземлянка. Част от проучените обекти показват, че жилищните постройки са търпели преустройства с времето, поради което формата се променя. Конструкцията се различава в обекти от различни райони, което е продукт на локална вариация и различен времеви период.
Така например в археологическите разкопки в западна Латвия – (Särnate), датирани от ранния неолит и началото на среден неолит, формата на жилищните постройки е правоъгълна. Конструкцията им е сравнително проста – стените са изградени от едни ред дървени пръти, а пространството между прътите е запълвано с клони, кора на дървета, мъхове и пръст. Покривът е лежал върху подпорните стени, както и върху подпорни пръти, разположени в един ред в средата на жилището. Повечето сгради са със средна жилищна площ от 16 – 18 m2, с една или по-рядко с две стаи. Входът е от едната страна, водещ към преддверие. В жилището се разполага огнище с площ от 2 – 6 m2. Тъй като цялата постройка лежи върху торфена основа, огнището е обезопасено с ред пясък, ред дърва, и отново ред пясък.
Сградите от западна Литва в Швентой (Šventoji), датирани от средния неолит са също с правоъгълна форма – височината е била между 2,3 и 2,5 m, дължината е от 6 до 8 m, а широчината е 5 – 6 m. Входът е от едната страна, с близко разположено огнище.
Малко по-различно е устройството на сгради в източна Литва (Žemaitėška), датирани от ранен неолит. Формата е овална, с два реда подпорни пръти в стените и огнище, разположено извън жилището. Подът е просто подкопан в земята.
В археологическите обекти около Нарва сградите са полуземлянки с овална форма и огнище, разположено в центъра. Средната дължина на сградата е около 6 до 8 m.

## Икономика
Поминъкът на населението е бил основно риболов и лов, но също така има известни доказателства за плодосъбирачество и наченки на земеделие и животновъдство.

### Риболов
Като основна стратегия за оцеляване риболовът в културата на Нарва е относително развит. Част от методите са наследство от пренеолитните общества, но търпят съществено развитие. Риболовните стратегии се запазват дълго след като културата замира.
По костни останки от риби може да се съди за обектите на риболов. Характерно е, че намерените останки са на риби с по-големи размери в сравнение със съвременните представители. Сред находките са запазени кости от щука (Exox lucius), бяла риба (Sander lucioperca), сом (Silurus glanis), платика (Abramis brama), лин (Tinca tinca), костур (Perca fluviatilis) и други. Средните размери за щуката са между 110 и 130 cm, за бяла риба около 90 cm и за сом между 200 и 230 cm.
Най-простият метод за риболов е включвал употребата на копия и харпуни, находки от които са намирани около находища на кости от риби. При по-големи риби са били използвани вили за пробождане и улавяне. Дървени вили са открити в редица археологически обекти. Най-широко използваният метод обаче е употребата на мрежи, капани и системи от преливници. Материалите за направата на риболовните мрежи са включвали липова кора или дървена рамка с преплетени пръти. Предполага се, че понякога мрежите са теглени от канута, подобно на съвременното тралиране. Капаните са относително прости – изградени от преплетени борови клони, с отвор подобен на рамка и дължина достигаща до 2,5 м. Капаните са залагани в близост до преливници, разположени по бреговете на езера и реки. Запазени са канута, направени от издълбани дънери, снабдени с гребла. По бреговете на пресушено езеро около Шентой има запазени останки от примитивни докове.

### Лов
Ловът също е бил основен метод за снабдяване с хранителни провизии. Има свидетелства за лов на тюлени (гренландски тюлен (Pagophilus groenlandica) и сив тюлен (Halichoerus grypus)), като често това е ставало, когато водата замръзне и особено когато има новородени малки – през февруари. Предполага се, че тюлените са били надушвани от кучета, а самият лов е ставал с харпуни и копия. Тъй като тюлените дават потомство от едно малко, практиката на културата Нарва и сходни култури води до изчезването на видове тюлени по северното крайбрежие на Балтийско море.
Намерени са доказателства за лов на лосове (Alces alces) и глигани (Sus scrofa) и се счита, че през средния неолит ловът на глигани е преобладавал. Сред по-рядко ловуваните животни са благороден елен (Cervus elaphus), сърна (Capreolus capreolus), както и кафява мечка (Ursus arctos).
Ловната екипировка включва дървени лъкове и стрели, копия и харпуни. Върховете на стрелите са от кост или кремък.

### Плодосъбирачество
Доказателствата за плодосъбирачество са оскъдни и трудни за намиране. В няколко археологически находища са намерени останки от лещници (Corylus avellana) и дяволски орехи (Trapa natans).

## Погребални обичаи
Мъртвите са били погребвани в самите селища или в непосредствена близост, свидетелство за което са останки от човешки черепи. В археологически обект около град Нарва, гроб на дете е намерен в пода на останките от къща. Гробища се появяват в средния неолит, т.е. в по-късните етапи от развитието на културата Нарва. Понякога няколко тела се полагат в един гроб. Погребалните предмети включват зъби от животни, кехлибарени изделия и други малки предмети.